# Pacyfikacja wsi Rajsk
Pacyfikacja wsi Rajsk – masowy mord na ludności cywilnej połączony z podpaleniami i niszczeniem mienia dokonany przez okupantów niemieckich 16 czerwca 1942 roku we wsi Rajsk w powiecie bielskim.
Rajsk, zamieszkany w większości przez Białorusinów, został spacyfikowany w odwecie za atak sowieckich partyzantów na niemiecki samochód osobowy. Funkcjonariusze SS i policji niemieckiej rozstrzelali 149 mieszkańców – mężczyzn powyżej 16. roku życia oraz te kobiety, których mężowie i synowie byli nieobecni we wsi. Część młodzieży wywieziono na roboty przymusowe. Rajsk i jego kolonie doszczętnie spalono.

## Geneza
Rajsk jest położony około 10 km na północ od Bielska Podlaskiego. Zamieszkiwała go ludność pochodzenia białoruskiego. Przed pacyfikacją większość mieszkańców była zatrudniona w rolnictwie. W okresie międzywojennym mieszkańcy Rajska byli znani ze swych prokomunistycznych sympatii. We wsi aktywnie działały komórki KPZB. W październiku 1934 roku doszło tam do zamieszek, podczas których aresztowano około 500 osób.
Przejście frontu we wrześniu 1939 roku oraz w czerwcu 1941 roku nie spowodowało we wsi żadnych zniszczeń. Przed pacyfikacją liczyła 98 gospodarstw; znajdowały się tam ponadto szkoła powszechna, młyn, wiatrak i cerkiew prawosławna.
W nocy z 13 na 14 czerwca 1942 roku w Rajsku zatrzymał się na nocleg sowiecki oddział partyzancki. Następnego dnia w odległości około 1 km od wsi, na drodze Rajsk – Chraboły, nieopodal cmentarza, partyzanci urządzili zasadzkę na niemiecki samochód osobowy. W trakcie wymiany ognia zginęło dwóch Niemców, a dwie towarzyszące im kobiety zostały ranne. W odwecie Dowódca SS i Policji w Okręgu Białystok, SS-Standartenführer Werner Fromm, zarządził pacyfikację Rajska.

## Przebieg pacyfikacji

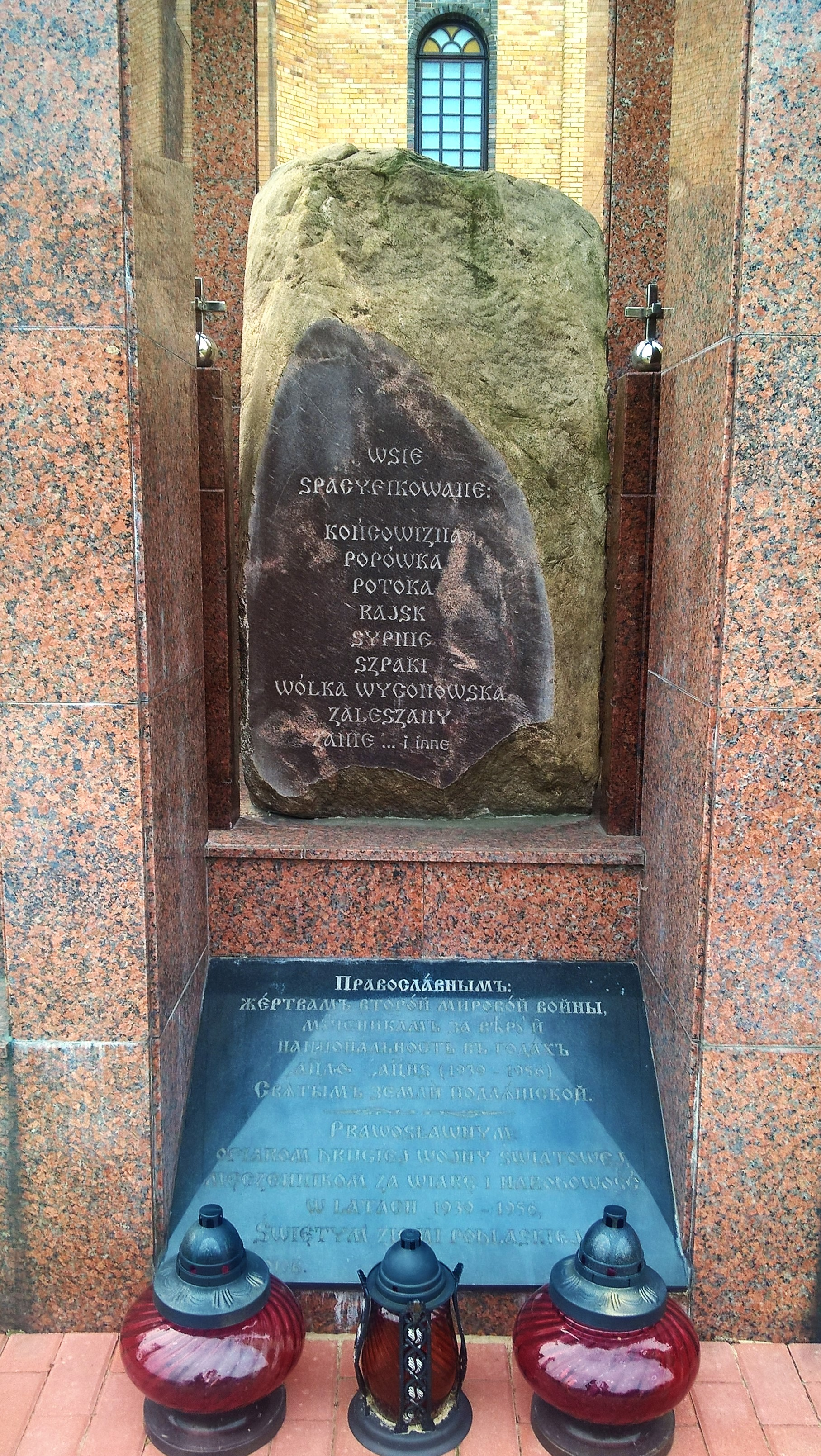
Fragment pomnika prawosławnych mieszkańców Białostocczyzny zabitych i zaginionych w latach 1939–1956. Wśród upamiętnionych wsi wymieniony Rajsk

W nocy z 15 na 16 czerwca wieś została otoczona przez jednostki SS i policji niemieckiej. W pacyfikacji uczestniczyli funkcjonariusze Gestapo z Białegostoku i Bielska Podlaskiego oraz żandarmi z posterunków w Bielsku Podlaskim, Chrabołach i innych miejscowościach. Akcją dowodzili: komisarz powiatowy z Bielska Podlaskiego – Thubenthal, komendant obwodowy żandarmerii – por. Rehne, lokalny dowódca policji porządkowej – Franz Lampe. Niektórzy świadkowie twierdzili, że w Rajsku obecny był również sam SS-Standartenführer Fromm.
Niemcy wypędzili mieszkańców z domów, a następnie zgromadzili ich na placu przed cerkwią. Przetrzymywali ich tam aż do godzin popołudniowych. Siedzącym na placu ludziom nie pozwalano wstać nawet wtedy, gdy chcieli nakarmić dzieci. Osoby, które nie podporządkowały się temu zarządzeniu, dotkliwie bito kolbami. Po pewnym czasie Niemcy rozpoczęli „selekcję”. Osobno ustawiono młodzież w wieku 14–16 lat oraz młode bezdzietne kobiety. W drugiej grupie znaleźli się mężczyźni powyżej 16. roku życia oraz te kobiety, których mężowie i synowie byli nieobecni we wsi. Pozostałym mieszkańcom rozkazano pozostać na placu.
Młodych chłopców i dziewczęta załadowano na samochody ciężarowe i zabrano do Bielska Podlaskiego, skąd zostali później wywiezieni na roboty przymusowe do Niemiec. Mężczyzn powyżej 16. roku życia oraz dołączone do nich kobiety zabrano natomiast grupami po 10 osób na pole odległe o 300 metrów od Rajska i tam rozstrzelano. Zwłoki były grzebane w dołach, które uprzednio wykorzystywano do magazynowania ziemniaków. Część rannych ofiar zakopano żywcem. W czasie pacyfikacji zostało zamordowanych łącznie 149 osób. Udało się ustalić nazwiska 144 ofiar. Wśród zidentyfikowanych z nazwiska były 24 kobiety.
Pozostałych mieszkańców Rajska podzielono na dwie grupy i załadowano na furmanki. Jedną wysiedlono w okolice Brańska, drugą w rejon Bociek. Wieś została doszczętnie spalona; zniszczeniu uległy wszystkie domy i zabudowania gospodarcze oraz zabytkowa cerkiew i kaplica cmentarna. Niemcy wycięli nawet drzewa oraz zniszczyli studnie i biegnącą przez wieś brukowaną drogę.
Kilka dni po masakrze Niemcy powrócili w okolice Rajska, aby spacyfikować pobliskie kolonie. Obrabowali i spalili około 30–50 zabudowań, a ich mieszkańców wypędzili. 

## Epilog
O pacyfikacji Rajska SS-Standartenführer Fromm poinformował w specjalnym obwieszczeniu. Ocalałym mieszkańcom zabroniono pod groźbą śmierci wracać do rodzinnej wsi. Powrót okazał się możliwy dopiero w lipcu 1944 roku, po wyparciu Niemców z terenów Białostocczyzny.
Po wojnie wieś została odbudowana. W 1962 roku miejsce zbrodni upamiętniono pomnikiem i płytą pamiątkową. W 1971 roku otwarto natomiast Izbę Pamięci Narodowej. Rajsk został także odznaczony Krzyżem Grunwaldu III klasy.
Ofiary pacyfikacji Rajska upamiętniono także na pomniku prawosławnych mieszkańców Białostocczyzny zabitych i zaginionych w latach 1939–1956, który odsłonięto w Białymstoku w 2012 roku.
Po 1960 roku materiały dotyczące pacyfikacji Rajska zostały przekazane przez Główną Komisję Badania Zbrodni Hitlerowskich w Polsce do Centrali Badania Zbrodni Narodowosocjalistycznych w Ludwigsburgu. Śledztwo wszczęte w tej sprawie przez zachodnioniemiecką prokuraturę zostało jednak umorzone.